# 7908 Zwingli
A 7908 Zwingli (ideiglenes jelöléssel 4192 T-1) a Naprendszer kisbolygóövében található aszteroida. Cornelis Johannes van Houten,  Ingrid van Houten-Groeneveld és Tom Gehrels fedezte fel 1971. március 26-án.